# 福井県道3号福井大森河野線
福井県道3号福井大森河野線（ふくいけんどう3ごう ふくいおおもりこうのせん）は、福井県福井市と南条郡南越前町を結ぶ県道（主要地方道）である。

## 概要
福井県に終始する主要地方道では最長の路線であるが、福井市北西部にある起点と若狭湾東岸にある終点までの間で市街地といえるのはほぼ中央でかすめる越前町織田地区のみであり、丹生山地一帯に散らばるいくつもの小盆地の集落を縫うように通って若狭湾岸に至る。起終点間のみの移動であれば約2 km遠回りではあるものの、国道416号で日本海及び若狭湾沿岸部の国道305号へ出て向かうほうが整備状況が良いためめ早く到達可能となっている。
福井市の一部に断続的な未改良区間があり、四輪車の離合困難な場所が多いうえ、数年に一度の割合で土砂災害が発生して長期間通行不能になるなど、一筋縄ではゆかない道路状況である。それ以外の区間は整備が進んでおり、片側1車線がほぼ確保されている。

### 路線データ
- 陸上距離：46.4 km（実延長43.7 km）
- 起点 : 福井県福井市佐野町（国道416号交点）
- 終点 : 福井県南条郡南越前町糠（国道305号交点）

## 歴史
- 1993年（平成5年）5月11日 - 建設省から、県道福井大森河野線が福井大森河野線として主要地方道に指定される[1]。

## 路線状況

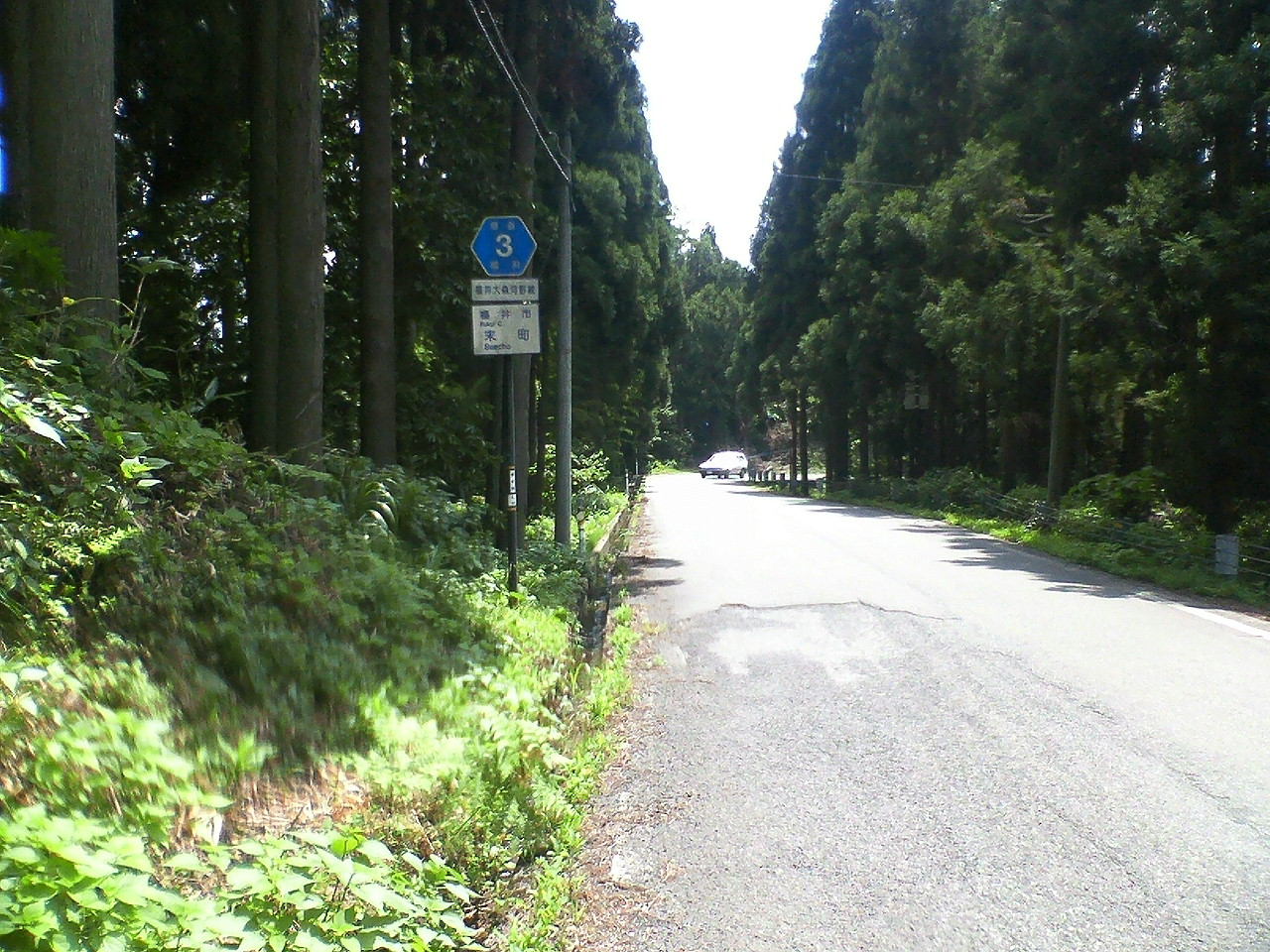
福井市末町付近の道路
道路幅が狭く、カーブが連続している区間である。

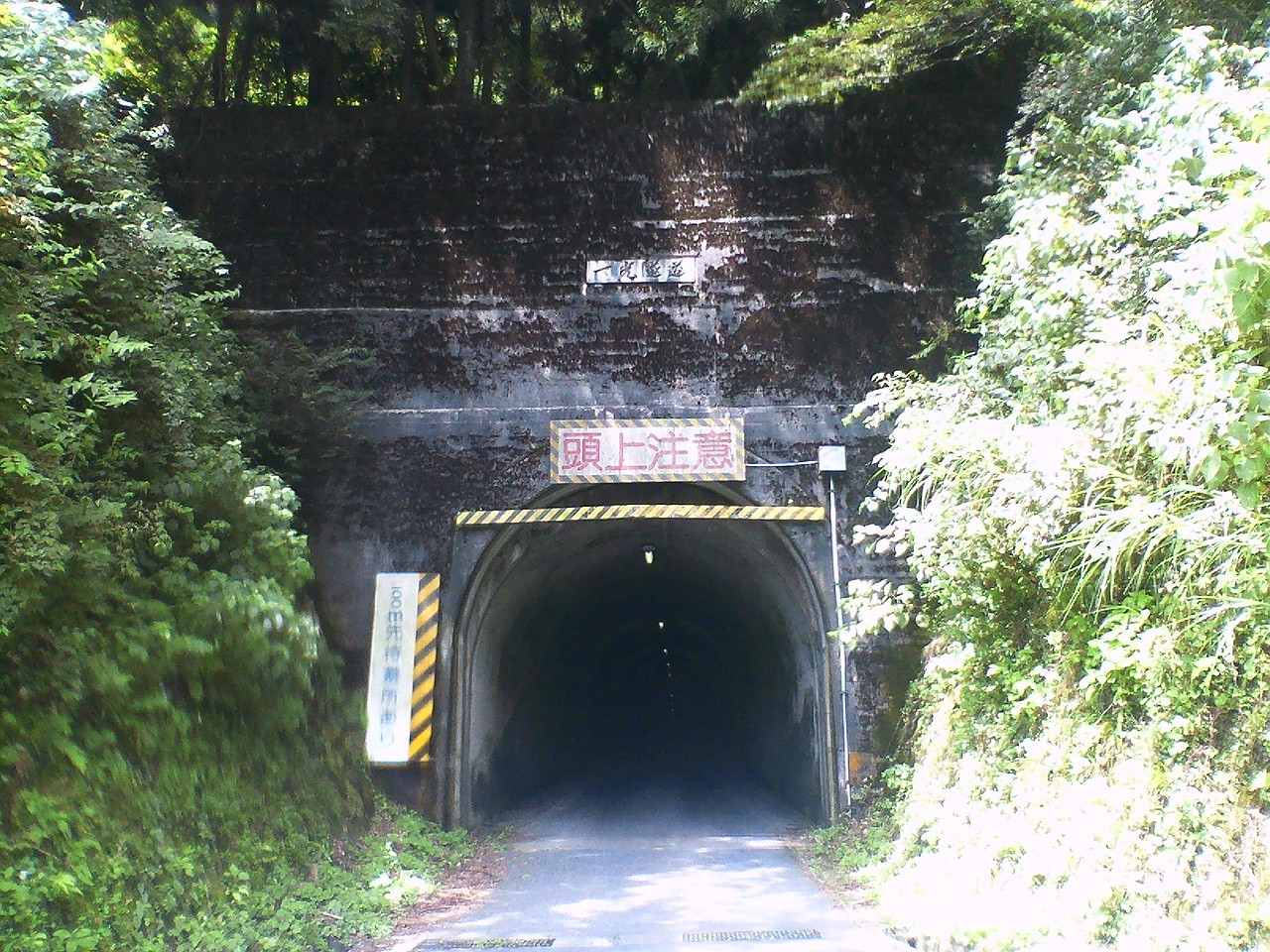
一光隧道

### 重複区間
- 福井県道115号殿下福井線（福井市末町 - 同市清水畑町）
- 福井県道6号福井四ヶ浦線（福井市滝波町 - 同市大森町）
- 福井県道184号別所朝日線（丹生郡越前町下糸生 地内）
- 国道365号（越前町織田 - 同町江波）
- 国道417号（越前町織田 地内）

### 冬季交通不能区間
- 福井市奥平町 - 同市上一光町
- 福井市奥平町付近に迂回路はなく、福井市一王寺町 - 福井県道251号本郷福井線 - 同市深谷町 - 福井市道 - 日光橋北詰交差点 - 福井県道115号殿下福井線 - 同市末町の日野川左岸ほか経由、もしくは福井市佐野町起点 - 国道416号現道 - 柳原交差点 - 国道305号 - 同市大丹生町 - 福井県道183号上一光大丹生線 - 同市上一光町の日本海沿岸ほか経由の経路となる。

## 地理

### 通過する自治体
- 福井市
- 丹生郡越前町
- 越前市
- 南条郡南越前町

### 交差する道路
- 国道416号＜現道＞（福井市佐野町・佐野交差点、起点）
- 福井県道10号丸岡川西線（福井県道156号佐野山岸線重複）（福井市佐野町・佐野交差点、起点）
- 福井県道155号八幡横越線（福井市八幡町）
- 福井県道251号本郷福井線（福井市一王寺町）
- 福井県道183号上一光大丹生線（福井市上一光町）
- 福井県道115号殿下福井線（福井市末町 - （重複） - 同市清水畑町）
- 福井県道6号福井四ヶ浦線（福井市滝波町 - （重複） - 同市大森町・志津が丘交差点）
- 福井県道184号別所朝日線（丹生郡越前町下糸生・下糸生交差点 - （重複） - 同・下糸生西交差点）
- 福井県道263号糸生宮崎線（丹生郡越前町下糸生）
- 国道365号（丹生郡越前町織田・織田交差点 - （重複） - 同町江波・陶芸村入口交差点）

※ 国道365号重複区間内の接続路線
* 国道417号（丹生郡越前町織田・織田交差点 - （重複） - 同・織田北交差点）
* 福井県道104号鯖江織田線（丹生郡越前町下河原・下河原交差点 - （重複） - 同町江波・陶芸村入口交差点）
- 福井県道4号越前宮崎線（東方向は福井県道190号小曽原武生線重複）（丹生郡越前町小曽原）
- 福井県道19号武生米ノ線（越前市堀町・堀町交差点）
- 国道305号（国道417号 重複）（南条郡南越前町糠、終点）

### 沿線にある施設など
- 福井市本郷小学校
- 福井県和敬学園（児童自立支援施設）、福井市杉坂小中学校
- 福井市清水西小学校
- 織田バスターミナル
- 劔神社
- オタイコヒルズ
- 越前陶芸村（福井県陶芸館・越前古窯博物館）
- 越前市白山小学校
- 越前市武生第五中学校
- 越前加賀海岸国定公園

### 峠
- 一光坂